# Paul Carter
Paul Carter (Los Ángeles, California, 2 de junio de 1987) es un jugador de baloncesto estadounidense que pertenece a la plantilla del Limburg United de la Pro Basketball League, la primera categoría del baloncesto belga. Con 2,05 metros de estatura, juega en la posición de ala-pívot.

## Trayectoria deportiva
Es un jugador que puede jugar de 3 y 4, formado en las Universidades de Missouri State, Minnesota y la universidad de Illinois en Chicago. Tras no ser elegido en el Draft de la NBA de 2011, comenzaría su trayectoria profesional en Chipre, convirtiéndose más tarde en un trotamundos del baloncesto.
Ha jugado en México, República Dominicana, Israel, Finlandia, Alemania y Nueva Zelanda.
En julio de 2016, llega a Francia para jugar en las filas del Hyères-Toulon Var Basket de la Pro A francesa.